# Nový Kramolín
Nový Kramolín (německy Neugramatin) je obec v okrese Domažlice v Plzeňském kraji. Žije zde 228 obyvatel. Obec se nečlení na části, má ale dvě katastrální území: Nový Kramolín a Valtířov u Nového Kramolína.

## Historie
První písemná zmínka o obci pochází z roku 1379.

## Obyvatelstvo
| Rok            | 1869 | 1880 | 1890 | 1900 | 1910 | 1921 | 1930 | 1950 | 1961 | 1970 | 1980 | 1991 | 2001 | 2011 | 2021 |
| -------------- | ---- | ---- | ---- | ---- | ---- | ---- | ---- | ---- | ---- | ---- | ---- | ---- | ---- | ---- | ---- |
| Počet obyvatel | 609  | 548  | 600  | 630  | 654  | 609  | 544  | 192  | 157  | 204  | 179  | 202  | 230  | 230  | 215  |
| Počet domů     | 94   | 96   | 95   | 96   | 99   | 102  | 109  | 108  | 40   | 36   | 34   | 40   | 49   | 55   | 58   |

## Obecní správa
Mezi lety 1850–1985 byl Nový Kramolín obcí v okrese Horšovský Týn (v letech 1850–1910 Horšův Týn) (1850–1950) a později v okrese Domažlice. Od 1. července 1985 do 23. listopadu 1990 patřil jako část města k Poběžovicím a od 24. listopadu 1990 je opět samostatnou obcí, ale Ohnišťovice a Šitboř již zůstaly součástí Poběžovic. V letech 1850–1879 k obci patřil Mlýnec a v letech 1960–1985 také Nový Pařezov, Ohnišťovice, Otov, Starý Pařezov, Šitboř a Vlkanov.

### Obecní symboly
Znak a vlajka byly obci uděleny rozhodnutím předsedy Poslanecké sněmovny Parlamentu České republiky dne 12. května 2016.

## Pamětihodnosti
- Kaplička, směrem k Vlkanovu
- Socha svatého Jana Nepomuckého za vsí
- Sousoší Nejsvětější Trojice na návsi

## Galerie

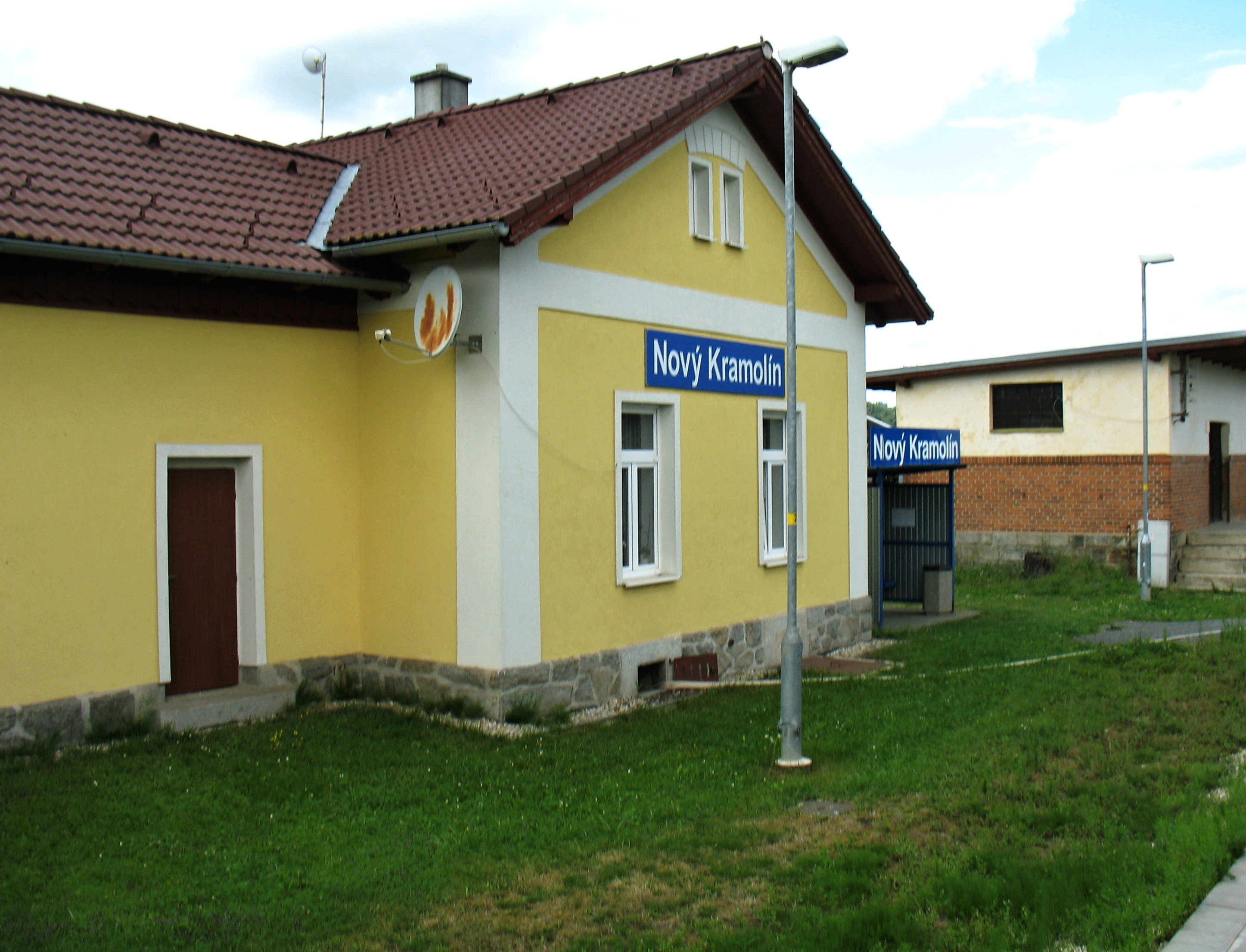
Železniční zastávka na trati Domažlice - Tachov
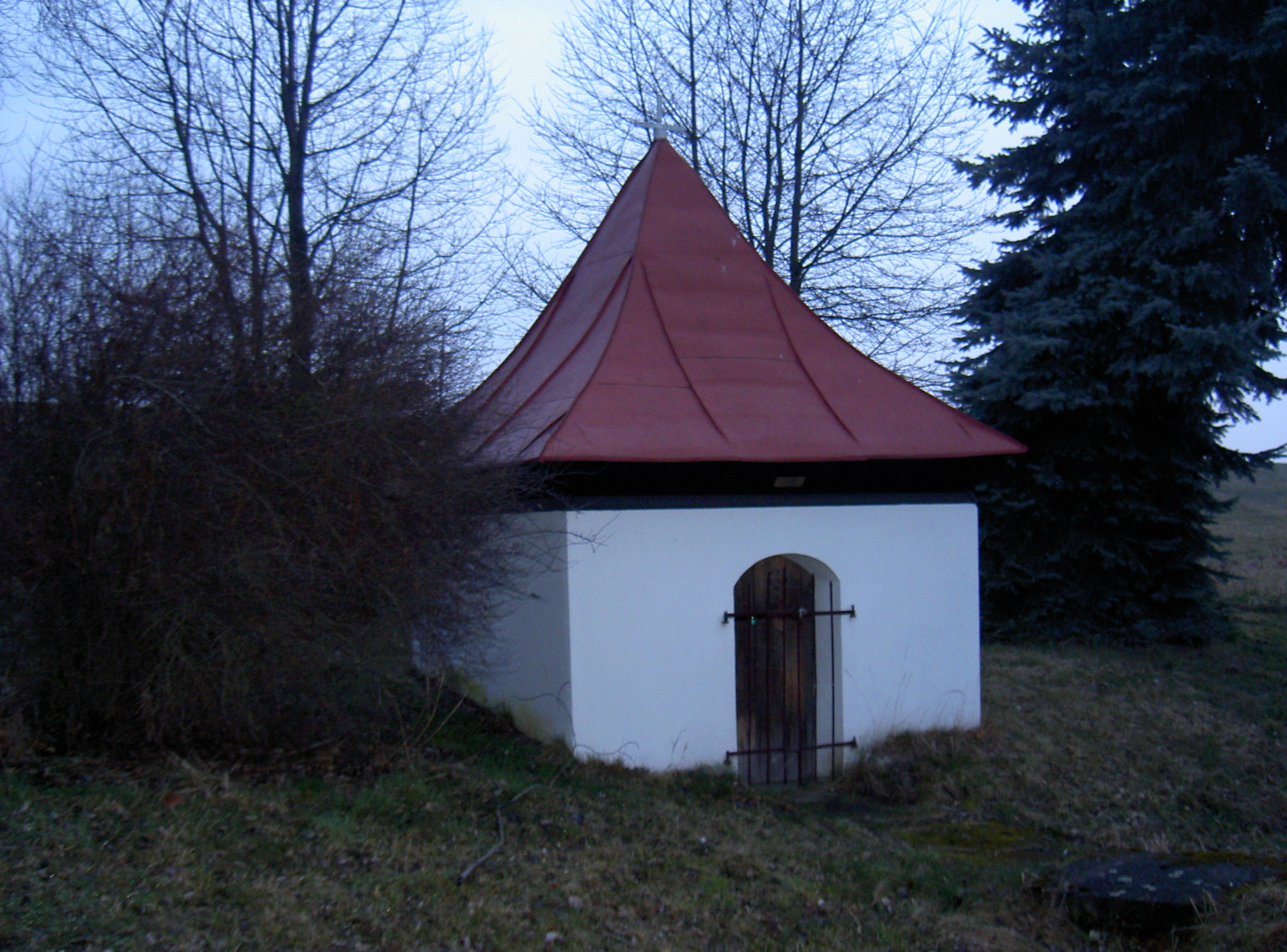
Kaple na severním okraji obce
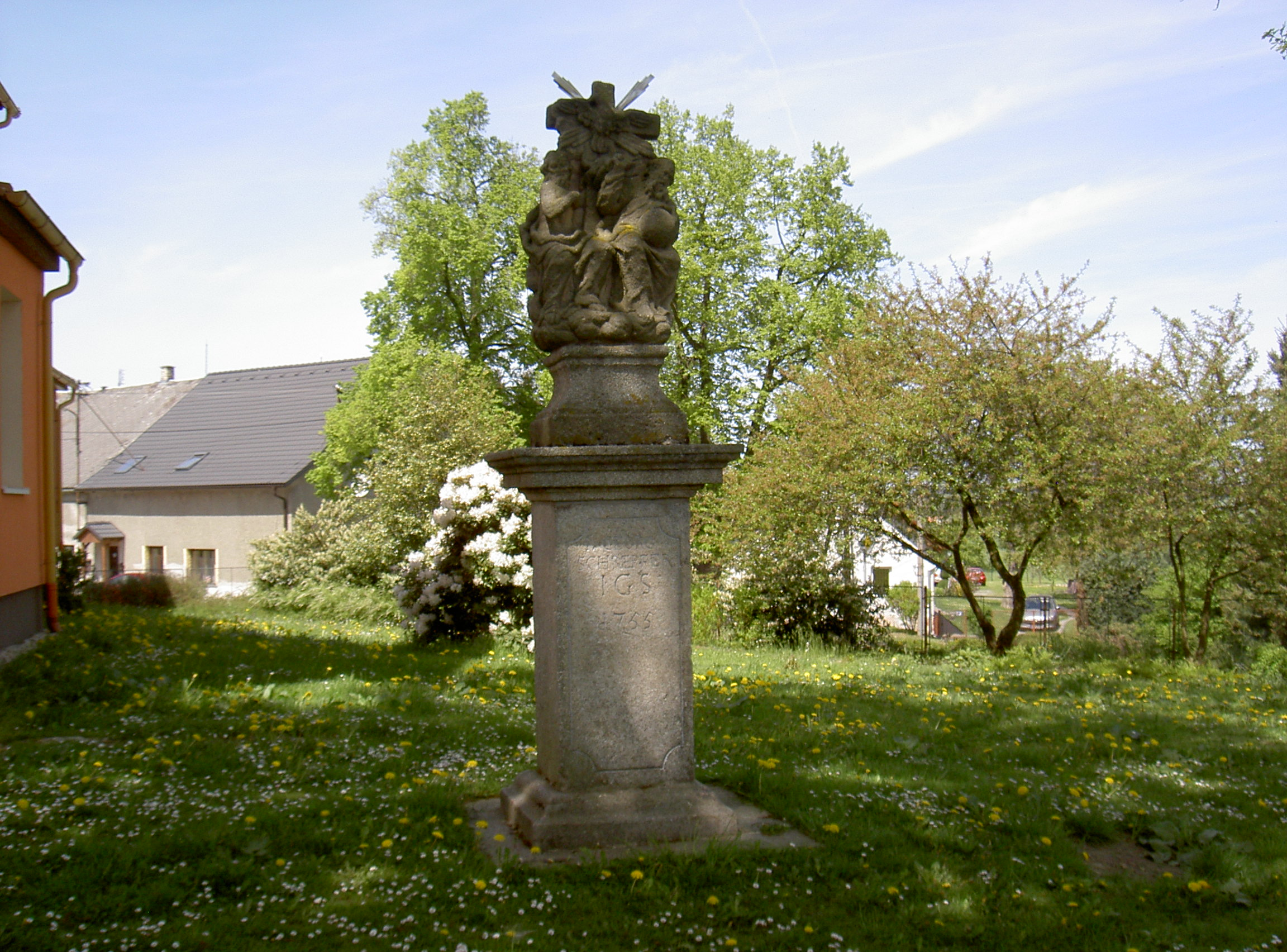
Sousoší Nejsvětější Trojice
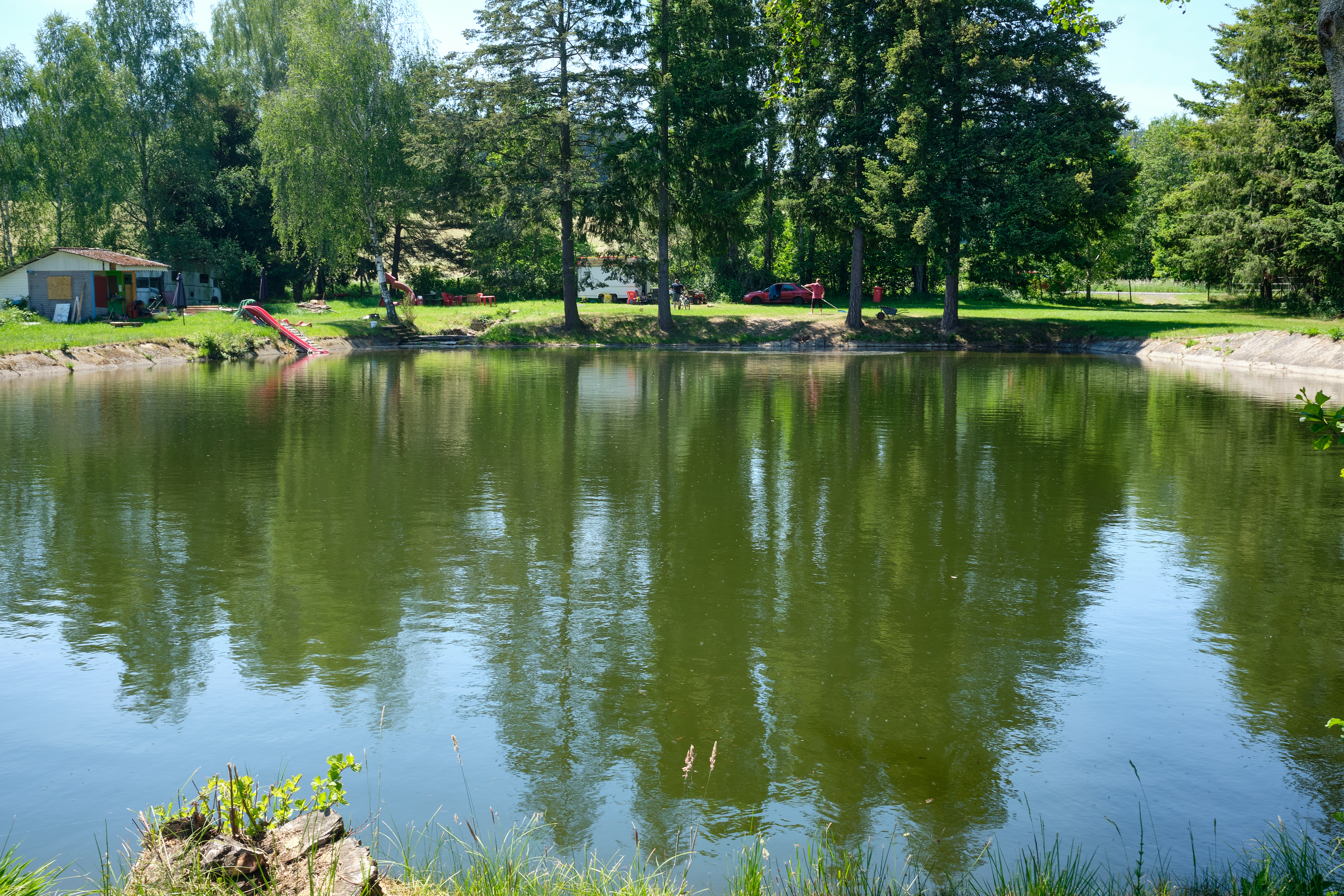
Místní koupaliště